# Порте (Тренто)
Порте је насеље у Италији у округу Тренто, региону Трентино-Јужни Тирол.
Према процени из 2011. у насељу је живело 358 становника. Насеље се налази на надморској висини од 350 м.